# Lyon (travhäst)
| Årets häst      |                |                |
| 1968            | 1969           | 1970           |
| Kentucky Fibber | Lyon           | Lyon           |
| Knut Lindblom   | Olle Elfstrand | Olle Elfstrand |

| Årets häst     |                |                  |
| 1969           | 1970           | 1971             |
| Lyon           | Lyon           | Ego Boy          |
| Olle Elfstrand | Olle Elfstrand | Ingemar Olofsson |

| Årets häst       |                |                  |
| 1971             | 1972           | 1973             |
| Ego Boy          | Lyon           | Ego Boy          |
| Ingemar Olofsson | Olle Elfstrand | Ingemar Olofsson |

Lyon, född 3 april 1964 i Täby i Stockholms län, död 1990, var en svensk varmblodig travhäst. Han tränades och kördes av Olle Elfstrand under större delen av tävlingskarriären. Travloppet Lyon Grand Prix körs på Åbytravet till hans ära.

## Karriär
Under tävlingskarriären sprang han in nästan 1,3 miljoner kronor på 172 starter varav 79 segrar. Lyon vann många stora lopp under sin tävlingskarriär, bland annat Svenskt mästerskap (1969, 1970), Åby Stora Pris (1970, 1972) och E.J:s Guldsko (1972). Han kom även på andra plats i finalen av Elitloppet 1972.
Lyon vann bland annat Svenskt mästerskap två år i rad (1969, 1970) på hemmabanan Åbytravet, under tiden som han var en av Sveriges främsta travhästar, i konkurrens med bland annat Ego Boy. Han medverkade även i 1973 års upplaga av Prix d'Amérique, som vanns av svensktränade Dart Hanover.
Lyon valdes fram till Årets häst tre gånger (1969, 1970, 1972), och blev även den förste svenskfödde travare som uppnådde en miljon i prissumma.
Efter tävlingskarriären var han verksam som avelshingst, men utan några större framgångar.